# Paço de Vaamonde
O Paço de Vaamonde (em galego e castelhano: Pazo de Vaamonde, Caza-Pazo de Vaamonde ou Caza Vaamonde) é um pazo (palácio ou palacete) do século XVIII situado no centro histórico de Santiago de Compostela, Galiza, Espanha, situado na Rua do Vilar e fazendo esquina com o calella (ruela) de Entrerrúas, famoso por ser o mais estreito da cidade, onde mal conseguem passar duas pessoas lado a lado.
Atualmente é a sede do Consórcio de Santiago, a instituição que tem a seu cargo a gestão do património histórico de Santiago de Compostela.
O edifício, construído em granito, é constituído por rés de chão e dois andares superiores. Na fachada ostenta um escudo e na porta uma curiosa aldraba da autoria do escultor galego Francisco Asorey (1889–1961). No interior destaca-se a escadaria principal, na qual se encontra uma escultura em madeira de J. Rivas em 1932.